# Laena dabashanica
Laena dabashanica – gatunek chrząszcza z rodziny czarnuchowatych i podrodziny omiękowatych.
Gatunek ten został opisany w 2008 roku przez Wolfganga Schawallera. Miejsce typowe znajduje się w Daba Shan.
Chrząszcz o ciele długości od 7,5 do 8,5 mm. Przedplecze o brzegach bocznych niewyraźnie obrzeżonych, tylnym brzegu nieobrzeżonym, kątach tylnych zaokrąglonych, a przednich niewystających wyraźnie; jego powierzchnia z trzema wgłębieniami i pokryta grubymi, częściowo zlanymi, w większości opatrzonymi krótkimi i leżącymi szczecinkami punktami oddalonymi od siebie o 0,5–3 średnice. Na pokrywach brak rowków, tylko ułożone w rzędy punkty, zbliżone wielkością do tych na przedpleczu i opatrzone krótkimi, leżącymi szczecinkami. Rządki te z tyłu częściowo zanikają. Punkty na międzyrzędach nieliczne i bardzo drobne. Siódmy międzyrząd prawie kilowato wyniesiony. Odnóża obu płci o z silnymi zębami udach.
Owad endemiczny dla Chin, znany tylko z Hubei.